# Суренська сільська рада
Суре́нська сільська рада (рос. Суренский сельский совет) — муніципальне утворення у складі Зіанчуринського району Башкортостану, Росія. Адміністративний центр — село Кугарчі.

## Населення
Населення — 1262 особи (2019, 1462 в 2010, 1563 в 2002).

## Склад
До складу поселення входять такі населені пункти:
| Населений пункт         | Населення, осіб (2002) | Населення, осіб (2010) |
| ----------------------- | ---------------------- | ---------------------- |
| Богдановка, присілок    | 29                     | 29                     |
| Каргала, присілок       | 217                    | 186                    |
| Кінзябулатово, присілок | 175                    | 183                    |
| Кугарчі, село           | 918                    | 856                    |
| Малий Муйнак, присілок  | 98                     | 96                     |
| Худабандіно, присілок   | 105                    | 112                    |